# Yossi & Jagger
Yossi & Jagger (in ebraico יוסי וג'אגר‎?, Yossi VeJagger) è un film del 2002, diretto dal regista Eytan Fox.

## Trama
(Lior Amichai 'Jagger')
La vicenda ruota attorno alla relazione fra due soldati israeliani, un ufficiale ed il suo subalterno, che si trovano di stanza al confine con il Libano, di guardia in attesa di un attacco nemico (non è chiarito quale ma è possibile che si tratti degli Hezbollah, le milizie islamiche radicali della popolazione sciita del Libano meridionale).
Yossi, militare in carriera, vorrebbe che la relazione restasse nascosta, mentre Jagger, che è di leva, ha intenzione di presentarlo alla famiglia una volta terminato il servizio. Due soldatesse giungono nell'accampamento, una delle quali innamorata di Jagger ma non trova mai il momento per dirglielo. Un giorno il reparto viene incaricato di compiere un'operazione notturna che, però, si concluderà con esiti tragici. Solo quando Jagger è in punto di morte, Yossi riesce a dirgli che lo ama nonostante accanto a loro si trovi un altro soldato.
Nella casa dei genitori del caduto, Yossi, triste, deve tenere il dovuto riserbo, quando i familiari chiedono agli amici la canzone preferita del ragazzo. L'uomo trova l'occasione per poter esternare il proprio sentimento, improvvisando il successo Banashama (Nella mia anima) della star israeliana Rita.

## Caratteristiche
In questo film breve, si affronta per la prima volta pubblicamente il tema dell'omosessualità nelle Forze di difesa israeliane, ottenendo nonostante il tema controverso un lusinghiero successo di pubblico e di critica soprattutto nella nazione produttrice, anche nell'esercito.
Differentemente, c'è stato chi ha voluto vedere in esso una sorta di propaganda in cui contrapporre una nazione democratica e libera, (Israele), contrapposta, non solo militarmente, ad un mondo chiuso e rigido (quello islamico).
Paradossalmente, le critiche al regista si sono concentrate non sulla scelta della tematica omosessuale, bensì sul fatto che i rapporti sessuali fra ufficiale e sottoposto sono proibiti allo scopo di evitare abusi di autorità e sarebbe quindi scorretto presentarli - come qui - sotto una luce positiva.
Importante è stata anche la scelta della colonna sonora del film, la popolarissima canzone israeliana Baneshama (Nell'anima), resa celebre dalla cantante israeliana Rita, significativamente fatta cantare durante il film dai protagonisti: le parole della canzone parlano infatti della necessità di "uscire dall'ombra" e di poter manifestare e condividere apertamente il proprio dolore e la propria identità.

## Riconoscimenti
- Torino GLBT Film Festival: premio del pubblico
- Festival MIX Milano: premio del pubblico
- GLAAD Media Awards: miglior film della piccola distribuzione
- Tribeca Film Festival: miglior attore a Ohad Knoller

## Sequel
Nell'aprile del 2012 viene presentato al Tribeca Film Festival il film Ha-Sippur Shel Yossi, sequel del film del 2002. Il film è nuovamente diretto da Eytan Fox ed è interpretato da Ohad Knoller, questa volta al fianco dell'attore e modello israeliano Oz Zehavi.